# Jean de La Fontaine (pièce de théâtre)
Pour le personnage historique, voir Jean de La Fontaine.
Jean de La Fontaine est une pièce de théâtre de Sacha Guitry, représentée pour la première fois sur la scène du théâtre des Bouffes-Parisiens, le 17 décembre 1916.

## Distribution
- Jean de La Fontaine : Sacha Guitry
- Madame de la Fontaine : Charlotte Lysès
- Mademoiselle Certain : Yvonne Printemps
- Madame de la Sablière : Simone Frévalles
- Ninon de Lenclos : Nelly Cormon
- Anaïs : Madeleine Barjac
- Martine : Mag Delaral
- Monsieur Jannart : Gildès
- Le capitaine Poignan : Marcel de Garcin
- Un valet de pied : Georges Barral